# Шаповалова Олена Олексіївна
Олена Олексіївна Шаповалова (10 січня 1969, м. Цілиноград, Казахстан) — український державний службовець і громадський діяч у сфері туризму, Голова Державного агентства України з туризму та курортів (2011-2014).

## Життєпис
Народилась 10 січня 1969 у місті Цілиноград, Казахстан.

## Освіта
У 1991 закінчила Київський інститут інженерів цивільної авіації (спеціальність — «Економіка і організація повітряного транспорту», кваліфікація «Інженер-економіст»). 
У 1991-1992 навчалась в аспірантурі Київського інституту інженерів цивільної авіації.

## Трудова діяльність
- 1994-1995 — перекладач.
- 1995-1996 — керівник туристичного відділу в ТОВ «Пан-Укрейн».
- 1996-1997 — керівник відділу продажів турпутівок в ТОВ «Нагус».
- 1997-1998 — начальник відділу туризму ТОВ «Пан-Укрейн».
- 1998-2003 — директор з туризму приватного авіаагентства «Пан-Укрейн».
- 2003-2011 — ТОВ «Агентство «Пан-Укрейн» (директор з туризму, директор).
- 2011-2014 — Голова Державного агентства України з туризму та курортів[1].

Державний службовець 2-го рангу.

## Громадська діяльність
- 2007-2010 — Віце-президент Асоціації лідерів турбізнесу України (АЛТУ).
- 2010-2011 — в.о. Президента, Президент Асоціації лідерів турбізнесу України.
- 2014 — Голова комісії з питань туризму та курортів Українського національного комітету Міжнародної торгової палати.

## Нагороди, почесні звання
- Почесний працівник туризму України.